# Грабівка (Польща)
Грабовка (пол. Grabówka) — колишнє лемківське село в Польщі в гміні Дидня Березівського повіту в Підкарпатському воєводстві. Населення — 541 особа (2011).

## Історія
У 1975—1998 роках село належало до Кросненського воєводства.

## Церква
До 1801 року парафія села (до парафії належало також Небоцько) входила до Сяніцького деканату Перемишльської єпархії, опісля церква була філіяльною парафією Ялин того ж деканату. 
У 1864 році змурована церква святого Миколая. На 1880 рік в селі мешкало 332 греко-католики та 140 римокатоликів.
На 1936 рік 540 мешканців села належали до греко-католицької парафії Ялин Сяніцького деканату Апостольської адміністрації Лемківщини. Метричні книги велися від 1784 року.

## Населення
Демографічна структура на 31 березня 2011 року:
|          | Загалом | Допрацездатний вік | Працездатний вік | Постпрацездатний вік |
| -------- | ------- | ------------------ | ---------------- | -------------------- |
| Чоловіки | 281     | 62                 | 193              | 26                   |
| Жінки    | 260     | 56                 | 144              | 60                   |
| Разом    | 541     | 118                | 337              | 86                   |

На 1 січня 1939 року у селі мешкало 810 осіб (520 українців, 275 поляків і 15 євреїв). Село належало до Березівського повіту Львівського воєводства.